# Hans Wilhelm Haussig
Hans Wilhelm Haussig (ur. 3 października 1916 w Berlinie, zm. 27 kwietnia 1994 tamże) – niemiecki historyk, orientalista i bizantynolog.

## Życiorys
Habilitację uzyskał w 1956 na Wolnym Uniwersytecie Berlińskim. Profesor uniwersytetu w Bochum, był kierownikiem Ośrodka Bizantynistyki na tym uniwersytecie, historykiem sztuki i kultury. W 1959 roku wydał Historię kultury bizantyńskiej (Kulturgeschichte von Byzanz), wydaną po raz pierwszy w Polsce dziesięć lat później. W swojej popularnonaukowej pracy autor przedstawił dzieje kultury bizantyńskiej, wraz z jej rodowodem, od czasów cesarza Justyniana I (527–565) do upadku Konstantynopola (1453) na szerokim tle historii politycznej, gospodarczej i społecznej. Książka przedstawia rozmaite dziedziny bizantyńskiej kultury: filozofię, teologię, literaturę, dziejopisarstwo, muzykę i sztuki piękne, życie codzienne, mechanizm władzy cesarskiej, administrację. Autor zwraca uwagę na związki kultury bizantyńskiej z innymi ośrodkami kulturowymi (Arabią, Persją, Chinami) i ich wpływ na kształtowanie się państwowości i kultury bizantyńskiej, podkreśla równocześnie wielostronny wpływ Bizancjum na kulturę europejską.